# Špindlerův Mlýn
Špindlerův Mlýn (německy Spindlermühle nebo Spindelmühle, polsky Szpindlerowy Młyn) je město v Krkonoších v okrese Trutnov a zároveň nejnavštěvovanější horské středisko v Česku. Žije zde přibližně 1 200 obyvatel. Město má rozlohu 7 694 hektarů. V centru města končí silnice II/295, na kterou navazuje horská silnice na Špindlerovu boudu.

## Název
V němčině se město dříve nazývalo Spindlermühle podle rodiny Spindlerových, která vlastnila v obci mlýn. Do roku 1765 se však obec vždy jmenovala Svatý Petr (dnes část města). Jenže v žádosti o povolení stavby kostela, zaslané císaři,[kdy?] bylo u podpisů rovněž uvedeno – sepsáno ve Špindlerově mlýně. Žádost totiž občané sepisovali právě v tomto mlýně Špindlerů. A jelikož jsou podobné názvy obcí v německy mluvících zemích časté, došlo k omylu a zpět se vrátilo[kdy?] povolení ke stavbě kostela v obci Špindlerův Mlýn. Občané raději obec přejmenovali,[kdy?] aby mohli stavět.
Ve stabilním katastru z roku 1842 se objevuje Špindlerův mlýn jako Břetenský mlejn (později je běžně nazýván Vřetenový mlýn), což vzniklo naivním překladem německého Spindelmühle (Spindel – vřeteno, Mühle – mlýn).

## Historie
Nejstarší dochovaný záznam o Špindlerově mlýně pochází z počátku 16. století, kdy několik chalup sloužilo jako útočiště horníkům pracujícím v nedalekých hutích, které zpracovávaly železnou rudu. Mezi lety 1516–1521 český král Ludvík Jagellonský povolil horníkům lhůty k placení desátků a úlevy. Těžba rud stříbra, mědi a arsenu přilákala Kryštofa z Gendorfu, který posléze získal vrchlabské panství a výrazně se zasloužil o to, aby bylo Vrchlabí roku 1533 povýšeno na horní město. O sto let později, v roce 1621, dokonce putoval do Prahy ze Svatého Petra náklad mědi a stříbra cca za 10 000 zlatých. V 17. století těžbu přerušila třicetiletá válka. Poté doly změnily majitele, ale snahy těžbu obnovit se ukázaly marné. Poslední pokusy o znovuobnovení těžby proběhly na začátku 20. století.

### 19. století
Od počátku 19. století se ve Špindlerově Mlýně začal rozvíjet cestovní ruch. V druhé polovině 19. století došlo k proměně několika opuštěných chalup na horské letovisko. Ke zvýšení dostupnosti celé oblasti přispělo zbudování silnice z Vrchlabí v roce 1872. Roku 1888 zde začaly fungovat lázně. Na konci 19. století, v roce 1894, bylo na území Špindlerova Mlýna celkem 18 hotelů a restaurací. Cestovní ruch (pohostinství) tak pomalu začal nahrazovat pastevní (tedy budní) i těžební hospodářství.

### 20. století
Do 20. století zde bylo populární trávit čas především v létě, postupně se zde začaly provozovat i zimní sporty. První sedačková lanovka zde byla zprovozněna v roce 1947, vedla ze Svatého Petra na Pláň. 
Po druhé světové válce se zde přestalo pastevnímu hospodářství a celkově zemědělství dařit, začal se postupně rozšiřovat tuzemský i zahraniční turistický ruch i s výstavbou nových rekreačních středisek.

## Dnešní vyžití
K roku 2016 zde bylo celkem 43 hotelů, 134 penzionů a 23 horských bud. Středisko navštěvují především čeští turisté, ve velkém sem jezdí také Němci, Poláci či Nizozemci. Lůžková kapacita se pohybuje kolem 10 tisíc lůžek.

### Zimní sporty

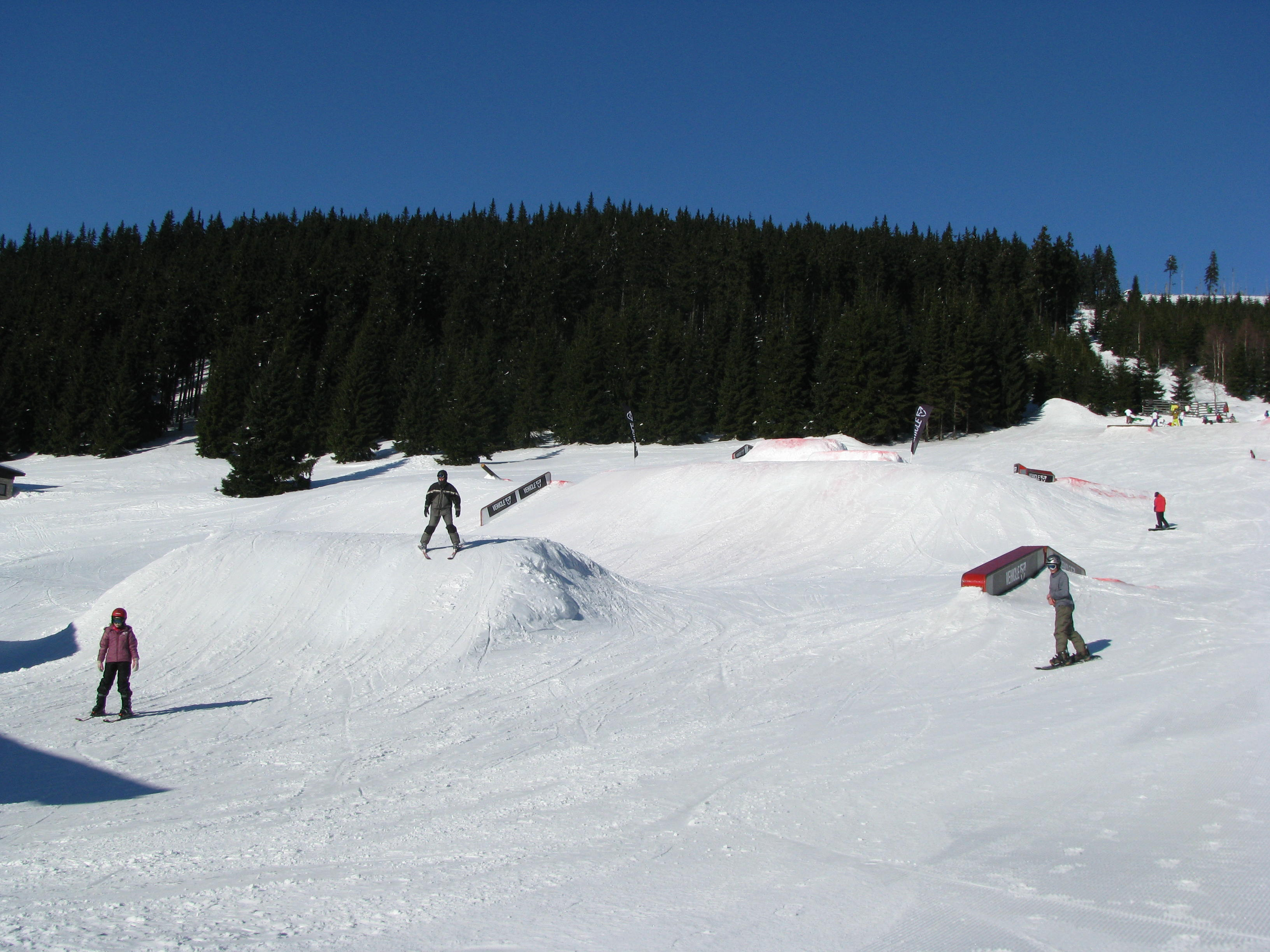
Skiareál Špindlerův Mlýn (Snowpark Horní Mísečky)

Město se řadí k nejznámějším a nejnavštěvovanějším střediskům zimních sportů v České republice. Špindlerův Mlýn má pro zimní sporty ideální podmínky. Lyžařské a běžecké tratě jsou v provozu až 5 měsíců v roce. Profesionálně upravované sjezdové tratě různého stupně obtížnosti dosahují celkové délky 25 km. Celkem 14 lanovek a vleků zajišťuje přepravní kapacitu 17 500 lyžařů za hodinu. S jedním skipasem lze lyžovat na sjezdovkách v 5 lyžařských areálech (Stoh, Medvědín, Hromovka, Davidovy boudy a Labská). Většinu sjezdovek tu v případě nižší sněhové pokrývky uměle zasněžují.

### Letní sporty
Špindlerův Mlýn nabízí mnoho atrakcí i v létě. V letních měsících jsou zde ideální podmínky pro pěší turistiku a horská kola. Ve Špindlerově Mlýně se mimo jiné nachází i aquapark, bobová dráha či lanové centrum. Špindlerův Mlýn se stal křižovatkou turistických tras. V samotném centru města začíná nejstarší turistická trasa v Krkonoších, Harrachovská cesta. Ta vede na Labskou boudu. V okolí je možné navštívit turistické chaty Špindlerovu boudu, ruinu Petrovy boudy a další. Okolí Špindlerova Mlýna lze projít po turistických trasách přes Horní Mísečky, pramen Labe, Sněžné jámy a Labskou boudu. Na jihovýchodě vede turistická trasa na Výrovku nebo na Friesovy boudy a chalupu Na Rozcestí. Ze Špindlerova Mlýna vede vcelku přímá turistická trasa na Sněžku; měří zhruba 10 kilometrů.

## Přírodní poměry
Špindlerův Mlýn leží v nadmořské výšce 575–1556 m v Krkonoších. Nejvyšším bodem obce je Luční hora, druhá nejvyšší hora České republiky. Leží při soutoku řeky Labe a Svatopetrského potoka, nazývaného též Dolský potok.

## Pamětihodnosti

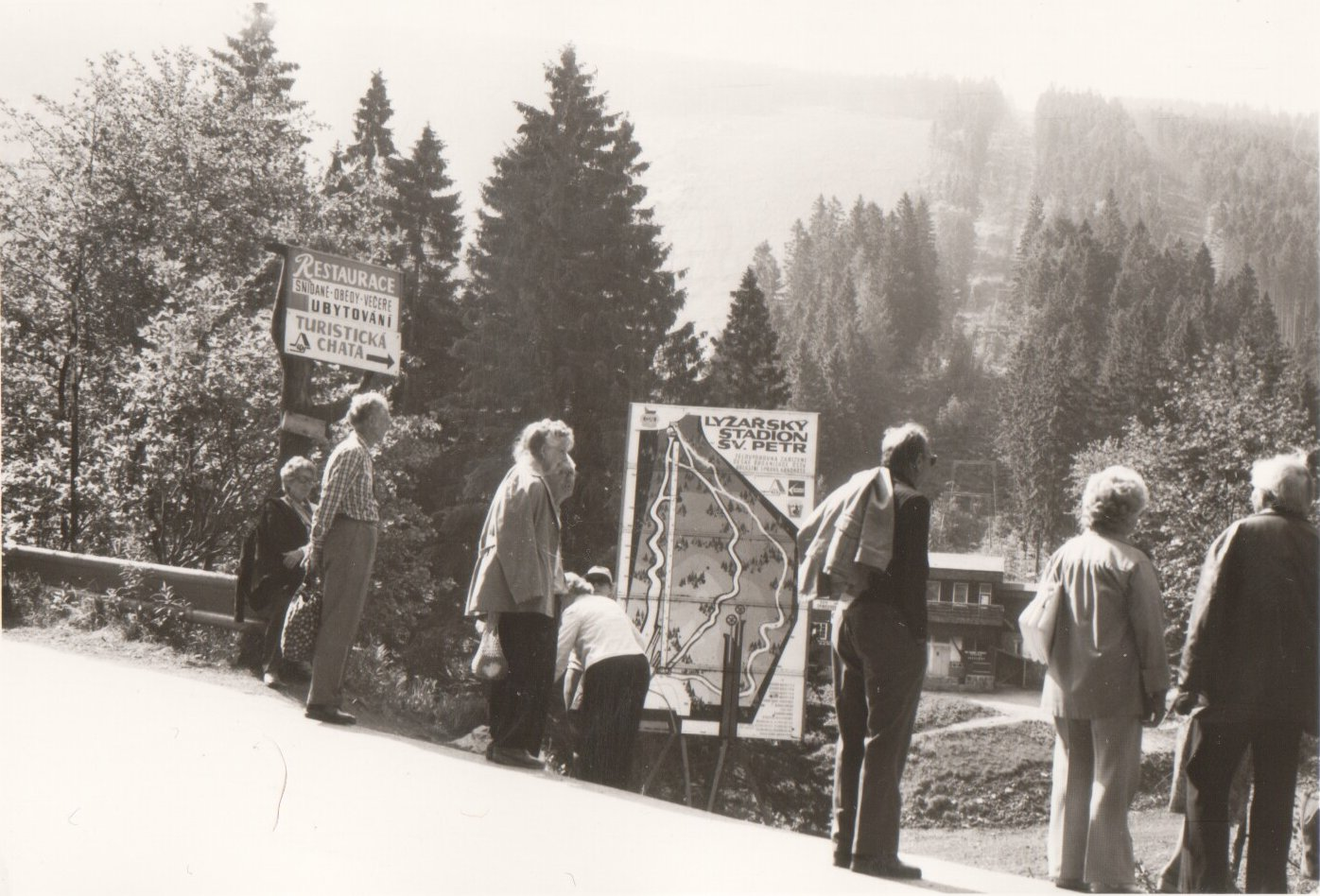
Lidé před lyžařským stadionem Svatý Petr ve Špindlerově Mlýně

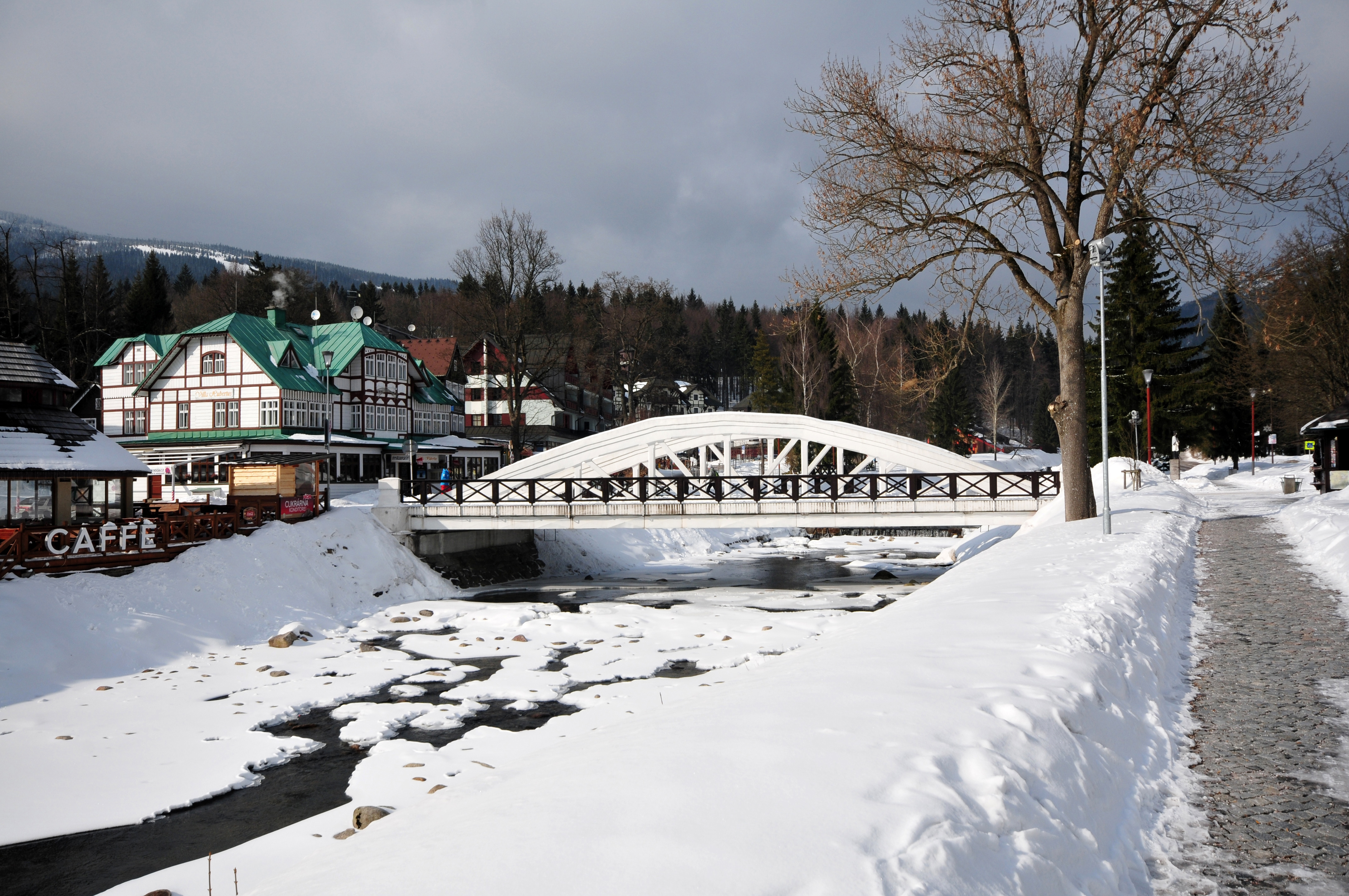
Bílý most

- kostel sv. Petra a Pavla z let 1802–1807; do jeho zvonu prý bylo přidáno stříbro[11]
- Bílý most z roku 1911
- Vodní nádrž Labská z let 1910–1916
- Zvonička na Labské z roku 1828

### Zaniklé stavby
- Vodní mlýn, po kterém získalo město své jméno
- U Bílého mostu stála v roce 1937 benzínová čerpací stanice Sphinx americké firmy Vacuum Oil Company.[12]

## Části města
Město se dělí na 4 evidenční části, které odpovídají katastrálním územím. Ty se dále dělí na základní sídelní jednotky:
| část obce       | katastrální území      | základní sídelní jednotky |
| --------------- | ---------------------- | --- |
| Špindlerův Mlýn | Špindlerův Mlýn        | Špindlerův Mlýn, Brádlerovy boudy, Davidovy Boudy, Jelení boudy, Medvědí bouda, Petrova bouda, Svatý Petr, Špindlerovka, Tabulové Boudy |
| Bedřichov       | Bedřichov v Krkonoších | Bedřichov, Martinovka |
| Labská          | Labská                 | Labská, Čerstvá Voda |
| Přední Labská   | Přední Labská          | Přední Labská, Klínové boudy |

## Filmy natáčené ve městě a okolí
- Homolka a tobolka (1972)

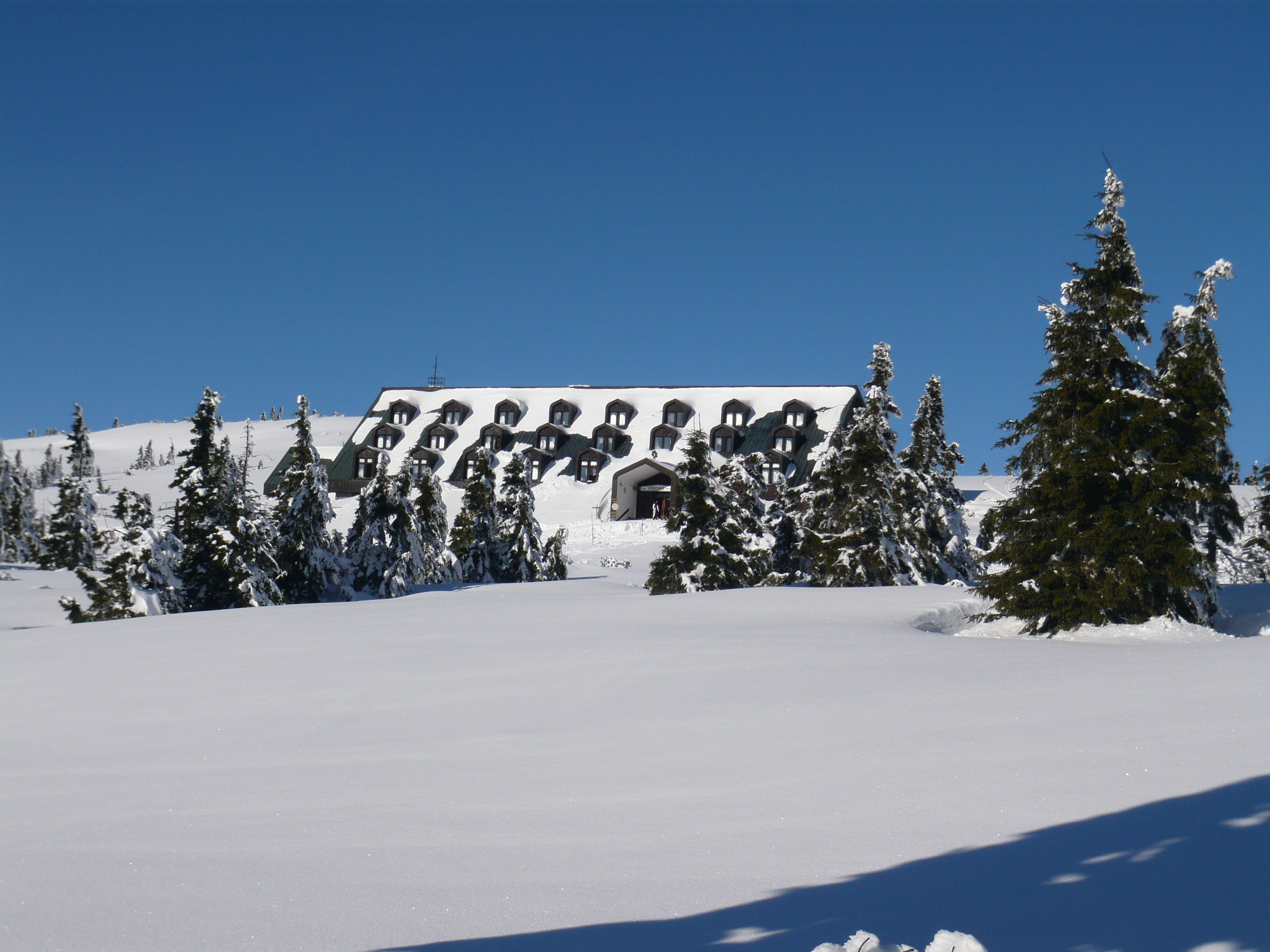
zimní Výrovka

- Jak vytrhnout velrybě stoličku (1977)[14]
- Vrchní, prchni (1980)
- Rozpaky kuchaře Svatopluka (televizní seriál, 1985)
- Snowboarďáci (2004)
- Padesátka (2015)
- Špindl (2017)
- Špindl 2 (2019)
- Poslední závod (2022)

## Silniční infrastruktura
Na území Špindlerova Mlýna vede pouze jediná silnice, a to II/295, která přichází údolím Labe ve směru od Vrchlabí a končí v centru Špindlerova Mlýna u náměstí. Navazující tzv. horská silnice na Špindlerovu boudu v současné době není kategorizována jako silnice, ale jako místní komunikace. Veškerá ostatní pozemní komunikační síť je tvořena pouze místními, případně účelovými komunikacemi. Městu patří v souladu se zákonem i chodníky kolem průjezdního úseku silnice II/295, v některých částech však chodníky chybí. Podle strategického plánu rozvoje město spravuje 72 km místních komunikací.

### Ulice
Ulice ve městě oficiálně nejsou pojmenované. Kolem poloviny 90. let byl zpracován návrh pojmenování ulic, avšak zastupitelstvem byl odmítnut z důvodu byrokratické zátěže, kterou by to způsobilo místním obyvatelům a podnikatelům. Pojmenování se však přesto do jisté míry ujalo, a to nejen neoficiálně, ale i v mnoha oficiálních výstupech městského úřadu. Územní plán města běžně používá názvy ulic k identifikaci a lokalizaci staveb. Strategický plán rozvoje města Špindlerův Mlýn 2021–2028 uvádí, že ve městě je 28 ulic, čímž je míněno 27 vyjmenovaných pojmenovaných ulic a jedno pojmenované náměstí. Oficiálně neexistující názvy ulic alespoň zčásti a s jistou variabilitou odpovídající absenci oficiálního zdroje převzaly i významné on-line mapové servery jako Mapy.cz, Google Maps a OpenStreetMap. 

### Parkování
Ve městě je zakázáno parkování mimo vyznačená parkoviště. Služby města Špindlerův Mlýn, s.r.o. provozují 6 placených veřejných parkovišť:
- Parkoviště P1 – Bedřichov: pro vozidla do 3,5 tuny a autobusy
- Parkoviště P2 – Hromovka: pro osobní automobily; autobusy jen po dohodě s provozovatelem
- Parkoviště P3 – Medvědín
- Parkoviště KAD (autobusové nádraží)
- Parkoviště Bobová dráha
- Parkoviště Dům služeb

Dále je na území města řada parkovišť soukromých provozovatelů:
- Parkoviště Centrum (na hlavním náměstí mezi budovou pošty a hotelem Lomnice)
- Parkoviště potraviny EDEN
- Další parkoviště patřící k ubytovacím zařízením

## Autobusová doprava
Veřejnou dopravu zajišťují zejména dálkové a regionální linky, které přijíždějí na autobusové nádraží po silnici II/295 od Vrchlabí. Dálkové linky přijíždějí z Prahy, Hradce Králové, Liberce, kratší linky z Pece pod Sněžkou nebo jen z Vrchlabí. Technický stav autobusového nádraží je problémem, který se městu dlouhodobě nedaří vyřešit. Fakticky jde o neupravenou asfaltovou plochu téměř bez zázemí. 

### Městské autobusy
Městskou hromadnou dopravu tvoří dvě autobusové linky, které provozují Služby města Špindlerův Mlýn s.r.o. Východiskem těchto linek je Parkoviště P2 v těsném sousedství autobusového nádraží.   
- linka 696002, nadepsaná MHD Špindlerův Mlýn, kterou tvoří dva na sebe navazující okruhy, přes Bedřichov a přes Svatý Petr, ráno jeden pár spojů zajíždí na Labskou. Jezdí denně, po poledni ve dvouhodinových intervalech, dopolední interval je tříhodinový.
- V zimním období zajišťují dopravu po městě 4 linky skibusů s bezplatnou přepravou, hlavním východiskem těchto linek je skiareál Svatý Petr. Zelená linka 1 tvoří okruh po Bedřichově, žlutá linka č. 4 jede na Labskou, modrá linka 2 a červená linka 3 jezdí mezi parkovištěm Medvědín a Svatým Petrem, přičemž červená jede do horní části Svatého Petra a modrá do otočky v dolní části.[15]
- linka 696001 linka na Špindlerovu boudu. Jezdí denně zhruba v hodinových intervalech, mimo letní sezónu se některé intervaly prodlužují na dvě hodiny, v letní sezóně se některé zkracují až na půl hodiny. Kromě této městské linky jezdí až ke Špindlerově boudě také regionální linky třech různých dopravců, a to 404 z Vrchlabí (1 ranní pár spojů v pracovních dnech) a 491 z Hradce Králové (část spojů pendluje pouze v trase městské linky nebo začínají či končí ve Vrchlabí).[17] V letní sezóně jezdí na Špindlerovu boudu také pár spojů linky č. 3 Krkonošských cyklobusů[15] (v rámci regionální linky 491).[18]

### Turistický vláček
Po městě jezdí také vyhlídkový výletní silniční vláček, ovšem nikoliv jako linková doprava, ale pouze formou okružních jízd. Východiště tras má u autobusového nádraží, na výběr jsou dvě okružní trasy, buď na údolí Svatý Petr, nebo na Medvědín a Bedřichov. Jezdí denně od května do října, je stanoveno 5 pevných časů odjezdů v intervalech 90 nebo 75 minut. Děti do 10 let jsou přepravovány zdarma. Dle fotografie je za traktorem připojen pouze jediný přípojný vozík se třemi lavicemi. Jako provozovatel je uváděn Tomáš Šmíd pod značkou Spindl City Tour.

## Drážní doprava
Na území města je 6 sedačkových lanových drah provozovaných společností MELIDA, a.s:
- Lanová dráha Medvědín
- Lanová dráha Horní Mísečky
- Lanová dráha Labská
- Lanová dráha Hromovka
- Lanová dráha Špindlerův Mlýn – Pláň
- Lanová dráha Svatý Petr

Železniční síť na území Špindlerova Mlýna nezasahuje. Nejbližší nádraží je ve Vrchlabí, od jádra Špindlerova Mlýna vzdálené po silnici asi 17 kilometrů.

## Osobnosti
- Anna K.
- Eva Adamczyková
- Otto Möhwald (1933–2016), německý malíř a grafik

## Partnerská města
- Podgórzyn, Polsko
- Alanya, Turecko